# Ogólnopolskie Targi „Edukacja”
Targi Edukacyjne w Katowicach – cykliczna impreza edukacyjna dedykowana branży usług edukacyjnych ze szczególnym uwzględnieniem szkolnictwa wyższego odbywająca się w Katowicach od 1998 roku, organizowana przez Fundację na Rzecz Wspierania Edukacji i Rozwoju Samorządności wśród Młodzieży VIRIBUS UNITIS.

## Historia
Twórcami i organizatorami Targów Edukacyjnych w Katowicach są pracownicy Fundacji na Rzecz Wspierania Edukacji i Rozwoju Samorządności wśród Młodzieży VIRIBUS UNITIS – Alicja Syguła i Mateusz Matysiewicz. Pierwsza edycja Targów Edukacyjnych odbyła się w marcu 1998 roku w murach Uniwersytetu Śląskiego w Katowicach. Od 1999 roku siedzibą wydarzenia jest Hala Widowiskowo-Sportowa SPODEK..
Edycje: 
- IX Ogólnopolskie Targi „Edukacja 2007” – 6-7-8 marca 2007 r.
- X Ogólnopolskie Targi „Edukacja 2008” – 4-5-6 marca 2008 r.
- XI Ogólnopolskie Targi „Edukacja 2009” – 17-18-19 marca 2009 r.
- XII Ogólnopolskie Targi „Edukacja 2010” – 16-17-18- marca 2010 r.
- XIII Ogólnopolskie Targi „Edukacja 2011” – 8-9-10 marca 2011 r.
- XIV Ogólnopolskie Targi „Edukacja 2012” – 27-28-29 marca 2012 r.
- XV Ogólnopolskie Targi „Edukacja 2013” – 19-20-21 marca 2013 r.
- XVI Ogólnopolskie Targi „Edukacja 2014” – 4-5-6 marca 2014 r.
- XVII Ogólnopolskie Targi „Edukacja 2015” – 3-4-5 marca 2015 r.
- XVIII Ogólnopolskie Targi „Edukacja 2016” – 8-9-10 marca 2016 r.
- XIX Ogólnopolskie Targi „Edukacja 2017” – 21-22-23 marca 2017 r.

## Wystawcy
Corocznie Targi Edukacyjne w Katowicach goszczą w Spodku około 100 wystawców z Polski i zagranicy. Wystawcami Targów są uczelnie wyższe i placówki proponujące kształcenie pomaturalne i policealne, a także szkoły językowe, biura karier i inne instytucje wspierające edukację, które na stoiskach targowych przedstawiają swoje aktualne oferty edukacyjne. W gronie wystawców kolejnych edycji znajdowały się uczenie takie jak:
- Uniwersytet Jagielloński,
- Uniwersytet im. Adama Mickiewicza w Poznaniu,
- Akademia Górniczo-Hutnicza im. Stanisława Staszica w Krakowie,
- Politechnika Wrocławska,
- Uniwersytet Wrocławski,
- Politechnika Łódzka,
- Politechnika Śląska w Gliwicach,
- Uniwersytet Łódzki,
- Śląski Uniwersytet Medyczny w Katowicach,
- Uniwersytet Śląski w Katowicach,
- Uniwersytet Ekonomiczny we Wrocławiu,
- Politechnika Krakowska im. Tadeusza Kościuszki,
- Akademia Ekonomiczna im. Karola Adamieckiego w Katowicach,
- Uniwersytet Ekonomiczny w Krakowie,
- Uniwersytet Przyrodniczy we Wrocławiu,
- Zachodniopomorski Uniwersytet Technologiczny w Szczecinie,
- Uniwersytet Rolniczy im. Hugona Kołłątaja w Krakowie,
- Szkoła Wyższa Psychologii Społecznej w Warszawie,
- Polsko-Japońska Wyższa Szkoła Technik Komputerowych w Warszawie,
- Uniwersytet Komisji Edukacji Narodowej w Krakowie,
- Politechnika Opolska,
- Politechnika Częstochowska,
- Akademia Techniczno-Humanistyczna w Bielsku-Białej,
- Akademia Morska w Szczecinie,
- Górnośląska Wyższa Szkoła Handlowa im. W. Korfantego w Katowicach,
- Akademia im. Jana Długosza w Częstochowie,
- Dolnośląska Szkoła Wyższa we Wrocławiu,
- Krakowska Akademia im. A. Frycza Modrzewskiego,
- Wyższa Szkoła Zarządzania Marketingowego i Jęz. Obcych w Katowicach,
- Pomorski Uniwersytet Medyczny w Szczecinie.

Katowickie Targi „Edukacja” goszczą również wystawców z zagranicy. W poprzednich edycjach były to uczelnie:
- University of Bedfordshire,
- University of Applied Sciences Wiener Neustadt w Austrii,
- University of Huddersfield,
- University of Sunderland,
- Kaplan Holborn College & Kaplan Financial w Londynie,
- University of Bolton.

## Odwiedzający
Od początku istnienia Targi odwiedziło ponad 300 000 maturzystów i studentów poszukujących aktualnych ofert kształcenia.  Wstęp na tereny targowe i wszystkie imprezy towarzyszące jest bezpłatny.

## Imprezy towarzyszące
Targom towarzyszą  dodatkowe prezentacje, pokazy, wykłady, szkolenia dla uczniów i nauczycieli oraz inne wydarzenia o charakterze edukacyjnym i promocyjnym, m.in.:
- Salon Funduszy Europejskich – wykłady kierowane do młodzieży prezentujące możliwości korzystania z członkostwa Polski w Unii Europejskiej, funduszy kierowanych do uczniów, studentów i absolwentów szkół i uczelni państw członkowskich.
- Salon Edukacyjny – warsztaty i wykłady skierowane do młodzieży zorientowane wokół tematyki rozwoju ścieżki kariery zawodowej, planowania i skutecznej realizacji procesu kształcenia (m.in. spotkania z doradcami zawodowymi, trenerami i edukatorami).

Impreza odbywa się pod honorowym patronatem Ministra Nauki i Szkolnictwa Wyższego, Ministra Edukacji Narodowej, Marszałka Województwa Śląskiego, Śląskiego Kurator Oświaty, Prezydenta Miasta Katowice.